# Booker T. & the M.G.'s
Booker T. & the M.G.'s é uma banda americana de soul instrumental, especialmente popular durante as décadas de 1960 e 70. Costumam ser associados com a gravadora americana Stax Records, e classificados no subgênero do Memphis soul. Foram uma das primeiras bandas integradas racialmente na era do rock. Ficaram conhecidos por seu sucesso instrumental "Green Onions", de 1962, e por terem feito da banda da casa para diversos artistas da Stax (futura Volt). Como criadores do som único da Stax, o grupo foi um dos mais prolíficos, respeitados e imitados de seu tempo. No meio da década de 60, bandas dos dois lados do Atlântico tentavam emular o som do Booker T. & the M.G.'s.
Os membros originais do grupo eram Booker T. Jones (órgão, piano), Steve Cropper (guitarra), Lewie Steinberg (baixo), e Al Jackson Jr. (bateria). Donald "Duck" Dunn substituiu Steinberg no baixo em 1965, e tocou com a banda desde então. Carson Whitsett foi tecladista do grupo, e Bobby Manuel guitarrista durante uma breve reunião em 1973, quando a banda - temporariamente sem Booker - ficou conhecida simplesmente como The MG's. Com a morte de Al Jackson Jr. em 1975, o trio de Dunn, Cropper e Jones se reuniu por diversas ocasiões; os bateristas Willie Hall, Anton Fig, Steve Jordan e Steve Potts participaram do grupo em diversas ocasiões para estas reuniões.
A origem exata do nome da banda é motivo de discussões; Booker T. Jones declarou que teria sido Jackson a dar o nome ao grupo, em homenagem a seu irmão mais novo. "M.G." foi especulado por muitos como se referindo a "Memphis Group", e não o carro esportivo (MG) de mesmo nome. No entanto, o produtor musical Chips Moman, que era executivo da Stax Records na época da formação da banda, alega que eles teriam dado o nome da banda devido a um carro seu, e que teria sido apenas com sua saída da empresa que a outra versão teria surgido. Como forma de dar mais credibilidade à sua alegação, Moman revelou que tocou com Booker T. Jones num antigo grupo da Stax chamado The Triumphs, que também teria recebido o nome do modelo de um carro seu (Triumph Motor Company).

## História
Booker T. Jones começou a trabalhar na Stax Records, em Memphis, como saxofonista, em 1960. Em 1962 a banda Booker T. & the MGs foi formada como a banda da casa, na qual o líder da banda, Booker T. trabalhava. Steve Cropper e Donald Dunn, que foram membros da banda Mar-Keys, e tocaram no hit de 1961 Last Night. Dunn continuou no Mar-Keys até 1964, quando substituiu Lee Steinberg, baixista original da banda.
No começo dos anos 60, a banda fez a parte instrumental de Carla Thomas (Gee Whiz) e seu pai Rufus Thomas (Walking the dog). A reputação como uma banda independente veio com seu hit Green Onions, em 1962.
Durante os próximos 7 anos, o grupo gravou independentemente alguns álbuns e outros pela Stax enquanto corriam atrás de sua própria carreira. Booker T. Jones trabalhou com o produtor William Bell e co-compôs o blues clássico Born Under a Bad Sign.
Em 1966, Jones foi graduado em música pela Universidade de Indiana. Cropper supervisionou as gravações de Otis Redding e co-compôs hits de Wilson Pickett (In the Midnight Hour), Eddie Floyd (Knock on Wood), e Otis Redding (Dock of the Bay).
Al Jackson produziu o guitarrista de blues Albert King. Booker T. and the MGs serviu de banda de apoio para as músicas de Sam and Dave Hold on, I'm comming e I'm a Soul Man.
Por si própria, a banda tinha hits como Hip Hug-her, Groovin, Soul Limbo, e Time is Tight. Em 1967 o grupo fez um tour pela Grã-Bretanha em suporte a Otis Redding, Sam and Dave, Eddie Floyd, Carla Thomas e outros. Eles formaram a banda de Otis Redding no International Pop Festival, em Monterey, em Junho de 1967.
Em 1969 Cropper gravou With a Little Help from my Friends.
Em 1970 a banda cortou sua ligação com a Stax, oficialmente em 1972. Jones mudou-se para a California e se tornou um produtor da A&M Records. Lá ele supervisionou as sessões de gravação de Rita Coolidge, sua mulher Priscilla (a irmã de Rita), e Bill Withers. No começo dos anos 70 gravou três álbuns com sua esposa, e o álbum solo Evergreen. Cropper continuou produzindo pela Stax-Volt até 1975, quando o selo faliu. Então ele se mudou para Los Angeles.
O grupo planejava um reunião quando Al Jackson foi morto a tiro em 1 de outubro de 1975.
A banda voltou com Willie Hall na bateria pela Universal Language, e Jones, mais tarde, gravou três álbuns solo pela A&N. Jones, Cropper e Dunn gravaram com outros artistas atendendo pelo nome de RCO All-Stars. Cropper e Dunn recriaram seu estilo distinto com o The Blues Brothers, em tours e gravações, como também no filme de mesmo nome, de 1980. Jones produziu o álbum Stardust, de Willie Nelson, em 1978.
Em 1988 a banda se reuniu com o baterista Anton Fig para tocar no aniversário de 40 anos da Atlantic Records no Madison Square Garden, e consequentemente continuaram por mais alguns anos tocando como Booker T. & the MGs.
Em outubro de 1992 Jones, Cropper e Dunn de juntaram ao baterista Jim Keltner para se apresentar no Tributo de 4 horas à Bob Dylan (Four Hour Bob Dylan Tribute), no Madison Square Garden. Em 1994 Jones, Cropper e Dunn gravaram o primeiro álbum em 17 anos, chamado de "That's the Way it Should be", com bateristas convidados. Cropper e Dunn se uniram pela última vez à Blues Brothers Band, em 1998, para gravar o filme Blues Brothers 2000.
Os Booker T. and the MGs foram incluídos no Hall da Fama do Rock and Roll em 1992.

## Discografia
- 1962: Green Onions
- 1965: Soul Dressing
- 1966: And Now!
- 1966: In The Christmas Spirit
- 1967: Hip Hug-Her
- 1968: Back To Back [ao vivo]
- 1968: Doin' Our Thing
- 1968: Soul Limbo
- 1969: Uptight
- 1969: The Booker T Set
- 1970: McLemore Avenue
- 1971: Melting Pot
- 1973: The MG's
- 1977: Universal Language
- 1994: That's The Way It Should Be